# Farquhar-Hill M1908
El Farquhar-Hill o Farquhar-Hill M1908 fue un fusil automático inglés fabricado por aquel entonces coronel Moubray G. Farquhar y el armero Arthur H. Hill en 1908.

## Historia
En 1908, el mayor Moubray G. Farquhar y el armero Arthur H. Hill produjeron un fusil automático que fue puesto a prueba por el Automatic Rifle Committe (Comité del Fusil Automático) del Ejército británico. El Farquhar-Hill era un arma extremadamente compleja. Fue rechazada y no se volvió a hablar de ella hasta 1917.

## Diseño
Utilizaba el retroceso largo, pero un defecto de diseño mantenía el cañón y la recámara acerrojados hasta mucho después de que la bala hubiera salido del cañón.